# Hálshnúkur
Hálshnúkur är en bergstopp i republiken Island. Den ligger i regionen Norðurland eystra, 400 km nordost om huvudstaden Reykjavík. Toppen på Hálshnúkur är 82 meter över havet.
Trakten runt Hálshnúkur är nära nog obefolkad, med mindre än två invånare per kvadratkilometer. Närmaste större samhälle är Kópasker, omkring 16 kilometer söder om Hálshnúkur. Trakten runt Hálshnúkur består i huvudsak av gräsmarker.